# Neoribates neglectus
Neoribates neglectus är en kvalsterart som beskrevs av Rainer Willmann 1953. Neoribates neglectus ingår i släktet Neoribates och familjen Parakalummidae. Inga underarter finns listade i Catalogue of Life.